# Кано Санраку

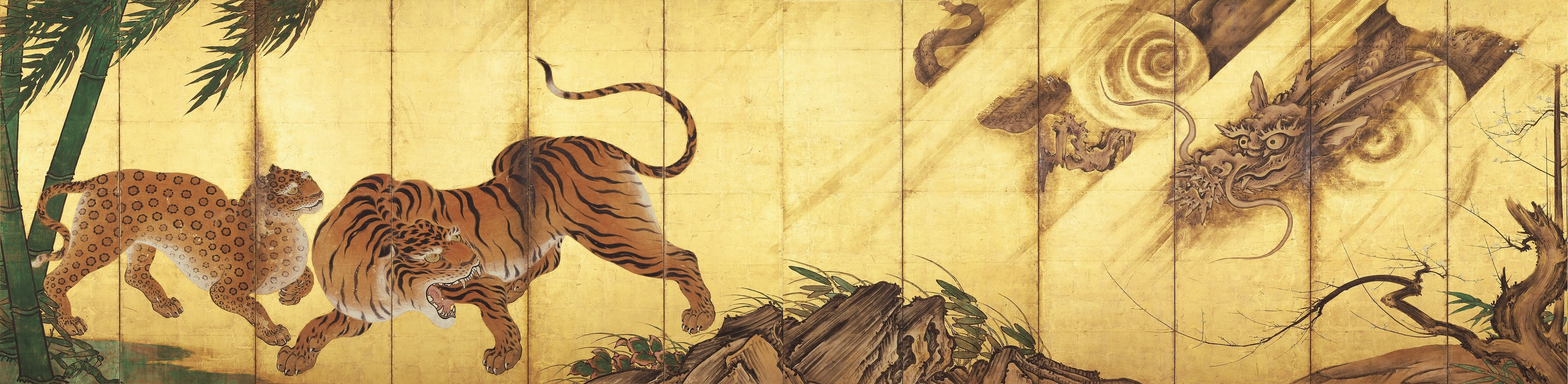
«Дракон і тигри»

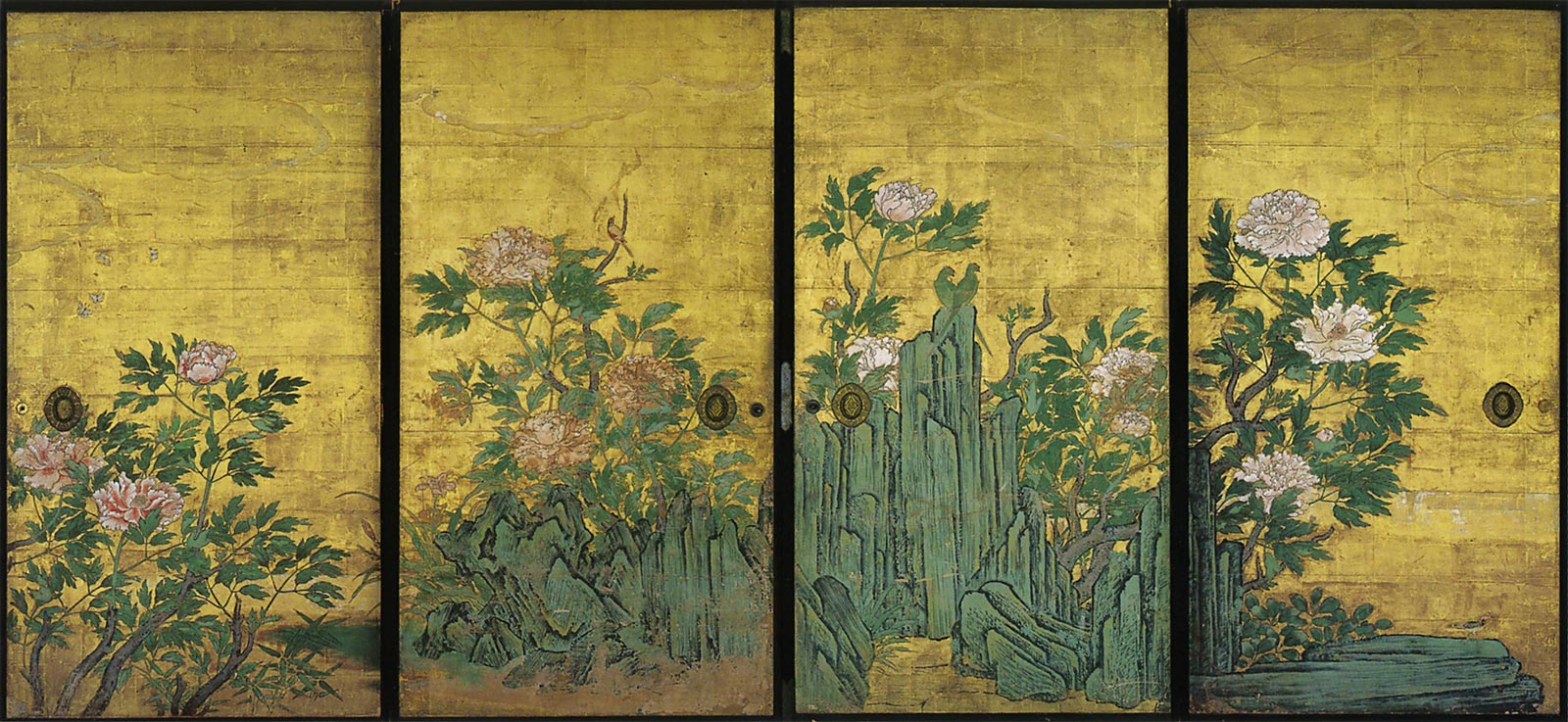
«Півонії»

Кано Санраку (яп. 狩野山楽, かのうさんらく; нар. 1559 — пом. 1653) — японський художник кінця XVI — початку XVII століття. Представник культури Момояма. Справжнє ім'я — Міцуйорі (光頼).

## Короткі відомості
Кано Санраку народився 1559 року в самурайській родині з провінції Омі. Початково він служив пажем Тойотомі Хідейосі. Останній виявив у хлопця талант до малювання і віддав його на навчання до свого придворного художника Кано Ейтоку.
Санраку опанував усі прийоми школи Кано і отримав від свого вчителя його родове прізвище. Він намалював для Хідейосі велику кількість настінних картин у замку Момояма. Після смерті сюзерена Санраку відмовився служити сьоґунату Токуґава і оселився у Кіото, де став творити для столичних буддистських монастирів. У Кіото він заснував столичну школу Кано (Кіо-Кано). після його смерті її очоливучень і зять Кано Сансецу.
Особливістю стилю Санраку вважаються яскравість, пишність, величність. З відомих робіт: 2 ширми «Дракон і тигри», 18 настінних росписів у монастирі Дайтокудзі «Піони» тощо.